# 예멘주
예멘주(튀르키예어: Yemen Vilayeti 예멘 빌라예티[*], 오스만 튀르크어: ولايت یمن 빌라예티 예멘)란 당시 북예멘의 지역에서 오스만 제국이 점령한 기간을 말한다.

## 역사
1872년에 신설되었다. 1914년 오스만 제국과 영국이 예멘을 분할하기로 합의하면서 결국 북쪽은 오스만 제국이, 남쪽은 영국이 가졌다. 그러다가 제1차 세계 대전에서 오스만 제국이 패하자 1918년에 북예멘이 독립을 선언하여 결국 공화당파가 승리하여 북예멘으로 독립하였다.